# Siadougou
Siadougou est une commune du Mali, dans le cercle de San, dans la région de Ségou,,.